# Kilka dni września
Kilka dni września (oryg. Quelques jours en septembre) – francusko-portugalsko-włoski dramat z 2006 roku. Był debiutem reżyserskim argentyńskiego scenarzysty Santiago Amigoreny. Jest to połączenie filmu szpiegowskiego i dramatu psychologicznego, nasyconego czarnym humorem.

## Obsada
- Irène Montano – Juliette Binoche
- William Pound – John Turturro
- Orlando – Sara Forestier
- David – Tom Riley
- Elliott – Nick Nolte
- Igor Zyberski – Magne Brekke
- Portier w hotelu – Joël Lefrançois
- Kelner – Alexis Galmot
- Młody bankier – Mathieu Demy
- Stary bankier – Saïd Amadis
- Kontroler – Jean-Luc Lucas
- Kobieta z papierosem – Julien Husson
- Strażnik rezydencji – Roberto Moro

## Fabuła
Akcja filmu rozpoczyna się kilka dni przed zamachem na WTC 11 września 2001 roku. Francuska agentka, Irene (Juliette Binoche) chce doprowadzić do spotkania Elliota (Nick Nolte) tajnego agenta CIA, z jego porzuconą przed dziesięciu laty córką – Orlando (Sara Forestier). Niestety w niewytłumaczony sposób znika. Irene wraz z adoptowanym synem Eliota – Davidem (Tom Riley) starają się umożliwić to spotkanie. Napotykają wiele trudności, przede wszystkim muszą uporać się z międzynarodową siatką szpiegowską. W końcu wszyscy spotykają się 10 września 2001 roku, ale nie wiadomo, czy wszyscy przeżyją kolejny dzień.